# Deposizione di Cristo (Zenale)
La Deposizione di Cristo è un dipinto a olio su tavola di Bernardo Zenale, databile al 1509 e conservato nella chiesa di San Giovanni Evangelista a Brescia, all'altare della cappella del Santissimo Sacramento.
La tavola è incorniciata in una preziosa ancona in legno intagliato e dorato di Stefano Lamberti e, dello stesso autore, è l'Ultima cena lignea disposta a predella del dipinto superiore.

## Storia
La tavola viene commissionata al pittore, ormai separato dallo storico compagno d'arte Butinone, dai confratelli della scuola del Santissimo Sacramento attiva nella chiesa, che da pochi anni aveva avviato l'ammodernamento della propria cappella.
L'esecuzione dell'opera è registrata al 1509. L'installazione della tavola è accompagnata dalla fabbricazione di una preziosa cornice in legno intagliato e dorato da parte di Stefano Lamberti, maestro bresciano dell'intaglio ligneo, che inserisce inoltre una Ultima cena intagliata e policromata nella fascia inferiore, come predella.
Sia la tavola sia la cornice escono indenni prima dalle spoliazioni ottocentesche degli edifici religiosi e, in seguito, al riordino dei dipinti e degli arredi della cappella eseguito su progetto di Rodolfo Vantini alla fine del secolo.

## Descrizione e stile
Il dipinto, molto studiato e raffinato nella composizione e nelle scelte cromatiche, si colloca tra i capolavori dello Zenale. La tavola viene realizzata in un particolare periodo del percorso artistico del pittore, il quale, lasciatosi da poco alle spalle lo stile espressionista di Butinone, nelle sue opere prendono piede influssi dell'arte di Leonardo da Vinci, che aveva avuto modo di apprezzare durante i circa vent'anni trascorsi a Milano.
Contemporaneamente, si notano accostamenti allo stile di Bernardino Luini: chiari riscontri con questa Deposizione si hanno nel dipinto del Luini, di pari soggetto, nella cappella della Passione della chiesa di San Giorgio al Palazzo a Milano. Nella tavola dello Zenale, però, si ha solo un ricordo delle cromie accese e decise della Deposizione del Luini, che cedono il passo a toni più smorzati tipicamente leonardeschi.
Da segnalare, in questo senso, anche un altro accento leonardesco, ossia una forma di "antropomorfismo naturale" rilevabile nella formazione rocciosa alle spalle del gruppo in primo piano, stagliata contro il terso cielo mattutino, che delinea evidentemente il profilo di un viso umano. Questo tipo di inserti, che aveva fatto la sua comparsa nelle opere di Leonardo, ha ascendenze romane e si trova anche negli scritti di Cesare Cesariano, secondo il quale alcuni tronchi o massi assomigliano a figure umane. Il tema ricorrerà più volte nei dipinti dello Zenale.